# 가우르 구라
가우르 구라(영어: Gawr Gura, 일본어: がうる・ぐら)는 Hololive English 소속의 영어권 버츄얼 유튜버이다. 타카나시 키아라, 모리 칼리오페, 니노마에 이나니스, 왓슨 아멜리아와 함께 'Hololive English - Myth'(HoloMyth)에 속해 있다. 2020년 9월 13일에 데뷔했으며, 400만이라는 버추얼 유튜버 중 가장 많은 구독자 수를 가지고 있다. 생방송은 주로 게임 실황, 노래, 시청자와의 자유 채팅 등을 컨텐츠로 한다. 일본에서는 별명으로 상어를 의미하는 '사메'를 붙여 '사메짱'이라고도 한다.
홀로라이브 공식 설명에 따르면 해저 문명인 아틀란티스 출신으로, 심해 생활이 너무 재미가 없어 인간들과 살기 위해 육지로 나왔다. 구라의 팬들은 밑밥친구들(chumbuds)이나 새우(shrimp)라고 불린다. 상어 후드티는 일본에서 샀다고 한다. 여가 시간에는 바다 생물들과 대화하는 것을 좋아한다고 한다.

## 음반

### 싱글
| 발매일          | 제목      | 카탈로그 넘버 |
| --------------- | --------- | ------------- |
| 2021년 6월 22일 | "REFLECT" | CVRD-048      |

### 피쳐링
| 발매일          | 제목                                                    | 가수                                                                          | 카탈로그 넘버 |
| --------------- | ------------------------------------------------------- | ----------------------------------------------------------------------------- | ------------- |
| 2021년 3월 14일 | Hololive English -Myth- Image Soundtrack (ft. Camellia) | 모리 칼리오페, 타카나시 키아라, 니노마에 이아니스, 가우르 구라, 왓슨 아멜리아 | CVRD-036      |
| 2021년 9월 19일 | "Domination! All the World Is an Ocean"                 | 미나토 아쿠아, 호쇼 마린, 니노마에 이아니스, 가우르 구라                      | CVRD-077      |
| 2022년 1월 14일 | "Journey Like a Thousand Years"                         | 모리 칼리오페, 타카나시 키아라, 니노마에 이아니스, 가우르 구라, 왓슨 아멜리아 | CVRD-113      |
| 2022년 2월 5일  | "Q"                                                     | 모리 칼리오페, 가우르 구라                                                    | CVRD-126      |